# 日名
日名是中国先秦时期君主以及贵族和平民曾采用过的一种命名方式，以“天干”作为结尾，在死后则成为他们的庙号。日名制盛行于夏商两代和西周前期，西周中期礼制改革以后逐渐被“谥号”所取代，但一直到战国时期的南方地区仍有残留。
上古时期相传天上有十个太阳轮流出现，分别用十天干加以代称，故将这种以天干结尾的称号统称为“日名”。夏朝君主“太康”、“仲康”、“少康”实质上是“太庚”、“仲庚”和“少庚”的流变，这就是一种日名，商王和王后的世系名称均属于日名，例如商汤的日名为“天乙（大乙）”、妇井的日名为“妣戊”（对应于司母戊鼎）、妇好的日名为“妣辛”。商朝国君从先商时期的“上甲微”开始使用日名，且相邻国君的天干一律不同。日名制经殷人的发展，在商文化达到顶峰的晚商时期成为一种社会文化和礼俗文化，并普遍存在于商晚期金文中，此时的金文记载部分贵族和平民也同样使用日名（但相邻世系的天干可以相同），并以此作为祭祀时的依据。日名制最终影响了同时期的各个族群，自武丁以来殷墟中的非子姓族群也开始大量使用日名。
商代日名制的命名方式在学术界尚无定论，东汉以来的学者如班固、郑玄等人认为是由商王的生日决定，但此说已被学术界否定，除此之外有死日说、庙主说、祭名说、祭次序说、选日说（可用占卜辅助）、生前政治势力分组说、五族说（皇、帝、夏、殷、商）。张光直和张富祥等人认为在商代的氏族民主制框架下，商王族成员按母亲所在族群依据十天干划分为十个祭仪群，这十个祭仪群是政治单位且可以相互通婚，商王的继位需要由氏族会议提名，王位不得在同一祭仪群中相传，君主继位后要由王族/贵族会议辅政，A组领袖为王，B组领袖则为其副手，因此相邻商王的天干名一律不同（而不像贵族和平民可以长期用同一天干），商王的天干名取决于母亲所在族群（受母权制遗留影响）。晁福林等人则指出，甲骨文中所见商王大多活着逊位传给下一任（不论是传给族兄弟还是儿子），而并非终身制，同时也会选举一位贤臣与商王共同执政，这与张光直假定氏族会议使商王在不同天干群中轮流执政相吻合。商王的日名前冠以“大” 、“中” 、“小” 、“祖”、“帝”字，例如“大甲”、“中丁”、“小辛”、“祖甲”、“帝乙”，用于表示商王的辈分，同辈中最年长者称“大”, 其次称“中”, “中” 以下皆称“小”，三代以上称为“祖”，对父亲则称为“帝”；商王名号中凡是带有“中”、“小”者则必定尚有兄长在世，只是对方已经退位，或因兄长不堪大任，或因兄长年老而退休，总之都出于氏族会议推举；冠以“外”字，如“外丙”、“外壬”，表示商王是族外婚的后代；冠以“文”、“武”、“康”字，例如“武丁”、“康丁”、“文丁（文武丁）”、“文武帝乙”，是后世谥号制度的雏形，是对商王的美称，例如“文武丁”的本义即是“（相当于是）有较高文化修养的武丁”；天干名前冠以别称，例如“沃丁”、“雍己”、“河亶甲”、“沃甲”、“南庚”、“阳甲”、“盘庚”、“廪辛”，用于表示君主继位前的封地名称。
20世纪以来部分学者曾认为日名和族徽是东方国族的特有习俗，仅局限于夏商两代，在西周以后周人和西土民族一律不再使用日名，但此说逐渐被考古证据所质疑。先周时期周人是否已学习到日名尚有待考证，但在西周灭商以后，周人作为后进性民族，同样普遍仿用了商人和东夷的日名制。姬姓的应国西周墓地M229出土的铭文“应事作父乙宝”和M8出土的《应公鼎》铭文记载周武王的日名为丁，《禽鼎》铭文记载周公的日名为辛，例如周穆王的统帅伯雍父、周公后人蒋氏、畿内姬姓贵族荣氏、燕国和曾国姬姓贵族均使用日名，《史记·齐世家》所记前四世齐侯亦使用日名“太公、丁公、乙公、癸公”。在西周前期，日名并没有减少的趋势，在周人又吸收了商人和东夷的腰坑殉狗和葬式等的情况下，难以先入为主将众多使用日名的墓主强行归纳为殷遗民或东夷土著。族徽则是与日名相关联的另一习俗，有学者提出“足迹形”族徽与周人始祖传说吻合，日名和族徽都很难说是商人或东夷发明的文化，而更可能是新石器时代晚期类似图腾和刻画图画的延续，西周姬姓贵族在尚未得到赐地之时会延续族氏制度使用族徽。西周中期礼制改革以后，随着谥号的出现以及宗法分封制的趋于完善，日名和族徽逐渐淡出。但是直到战国时期，长江流域地区仍然有使用日名的现象，例如曾侯乙墓、曾侯丙墓。